# Индо-гръцко царство
Индо-гръцкото царство е историческа държава в Северна Индия, съществувала в периода от 180 пр.н.е. до 10 г. и управлявана от гръцки царе, продължители на династията Евтидем.
Възникнало е като разширение на Гръко-бактрийското царство.
Индо-гръцкото царство е основано от Деметрий I, син на гръко-бактрийския цар Евтидем I.